# Jabolko
Jabolko [jábou̯ko] je sadež, ki raste na drevesu jablani. Spada med kulturne rastline, ki jih je vzgojil človek s pomočjo križanja. Korenine jabolka izvirajo iz Azije. V Evropo je verjetno prispelo s trgovci. Obstaja več kot 7500 kultivarjev jabolk. Jabolko zraste iz pet-listnega cveta.

## Pridelava
Leta 2010 je bilo na svetu pridelano okoli 69 milijonov ton jabolk, od katerih jih je Kitajska pridelala skoraj polovico. Druga največja pridelovalka so Združene države Amerike, ki v svetovnem merilu pridelajo okoli 6% jabolk.Največje izvoznice jabolk v letu 2009 so bile Kitajska, ZDA, Poljska, Italija, Čile in Francija. V istem letu so bile največje uvoznice jabolk Ruska federacija, Nemčija, Združeno kraljestvo ter Nizozemska.
V ZDA je 60% jabolk pridelanih v zvezni državi Washington. Vsako leto se povečuje konkurenčnost jabolk iz Nove Zelandije in drugih držav z zmernim podnebjem v primerjavi z ameriškimi jabolki.
Tudi Avstralija pridela veliko jabolk, vendar jih večino porabi sama, saj je uvoz jabolk z Nove Zelandije od leta 1921 prepovedan zaradi možnega vnosa bolezni v državo.
| Ljudska republika Kitajska | 33 265 186 |    |
| ZDA | 4 212 330  |    |
| Turčija | 2 600 000  |    |
| Italija | 2 204 970  |    |
| Indija | 2 163 400  | Im |
| Poljska | 1 858 970  |    |
| Francija | 1 711 230  |    |
| Iran | 1 662 430  |    |
| Brazilija | 1 275 850  |    |
| Čile | 1 100 000  | F  |
| Svet skupaj | 69 569 612 | A  |
| Brez znaka = uradni podatek, F = FAO ocena, Im = Podatki FAO glede na metodologijo vnosa podatkov, A = lahko vsebuje uradne podatke, delno uradne podatke ali oceno Vir: |            |    |

### Pridelava jabolk v Sloveniji
Intenzivni sadovnjaki v Sloveniji so leta 2010 predstavljali 2765 hektarov kmetijskih površin, leta 2011 nekaj manj,  2734 hektarov, leta 2012 pa 2702 hektarov. V teh sadovnjakih je bilo leta 2011 posajenih 7.446.802 dreves, leta 2012 pa 7.346.928 dreves. Pridelek jabolk je bil leta 2010 77.291 ton, leta 2011 je bil pridelek boljši, 81.323 ton, leta 2012 pa je bilo v Sloveniji v intenzivnih sadovnjakih pridelanih le 55.341 ton jabolk. Povprečen pridelek je torej znašal leta 2010 28 ton/hektar, leta 2011 nekaj več,  29,7 t/ha, leta 2012 pa je 20,5 t/ha.
V ekstenzivnih jabolčnih nasadih je bilo v Sloveniji v letih 2010, 2011 in 2012  posajenih 670.524 jablan. Leta 2010 je bilo v teh sadovnjakih pridelanih 40.278 ton jabolk s povprečnim pridelkom 60,1 kg/drevo, leta 2011 je bilo pridelanih 24.032 ton jabolk s povprečnim pridelkom 35,8 kg/drevo ter leta 2012 le 18.922 ton jabolk s povprečnim pridelkom le 28,2 kg/drevo.

## Prehranske vrednosti
| Jabolko s kožo (užitni del) Hranilna vrednost na 100 g | Jabolko s kožo (užitni del) Hranilna vrednost na 100 g |
| --- | ------------------------------------------------------ |
| Energija: 50 kcal 220 kJ |                                                        |
| \| Ogljikovi hidrati: \| 13.81 g \| \| - sladkorji: 10.39 \| \| \| - vlaknine: 2.4 g \| \| \| Maščobe: \| 0.17 g \| \| Beljakovine: \| 0.26 g \| \| Voda: \| 85.56 g \| \| Vitamin A ekviv. 3 μg \| 0% \| \| - β-karoten 27 μg \| 0% \| \| Tiamin (vit. B1): 0.017 mg \| 1% \| \| Riboflavin (vit. B2) 0.026 mg \| 2% \| \| Niacin (vit. B3): 0.091 mg \| 1% \| \| Pantotenska kislina (vit. B5): 0.061 mg \| 1% \| \| Vitamin B6 0.041 mg \| 3% \| \| Folati (vit. B9): 3 μg \| 1% \| \| Vitamin C: 4.6 mg \| 8% \| \| Vitamin E: 0.18 mg \| 1% \| \| Vitamin K: 2.2 μg \| 2% \| \| Kalcij: 6 mg \| 1% \| \| Železo: 0.12 mg \| 1% \| \| Magnezij: 5 mg \| 1% \| \| Fosfor: 11 mg \| 2% \| \| Kalij: 107 mg \| 2% \| \| Natrij: 1 mg \| 0% \| \| Cink: 0.04 mg \| 0% \| \| Fluorid \| 3.3 µg \| |                                                        |
| Link to USDA Database entry Odstotki so podani glede na ameriška priporočila za odrasle. Vir: USDA Nutrient database |                                                        |
| Ogljikovi hidrati: | 13.81 g                                                |
| - sladkorji: 10.39 |                                                        |
| - vlaknine: 2.4 g |                                                        |
| Maščobe: | 0.17 g                                                 |
| Beljakovine: | 0.26 g                                                 |
| Voda: | 85.56 g                                                |
| Vitamin A ekviv. 3 μg | 0%                                                     |
| - β-karoten 27 μg | 0%                                                     |
| Tiamin (vit. B1): 0.017 mg | 1%                                                     |
| Riboflavin (vit. B2) 0.026 mg | 2%                                                     |
| Niacin (vit. B3): 0.091 mg | 1%                                                     |
| Pantotenska kislina (vit. B5): 0.061 mg | 1%                                                     |
| Vitamin B6 0.041 mg | 3%                                                     |
| Folati (vit. B9): 3 μg | 1%                                                     |
| Vitamin C: 4.6 mg | 8%                                                     |
| Vitamin E: 0.18 mg | 1%                                                     |
| Vitamin K: 2.2 μg | 2%                                                     |
| Kalcij: 6 mg | 1%                                                     |
| Železo: 0.12 mg | 1%                                                     |
| Magnezij: 5 mg | 1%                                                     |
| Fosfor: 11 mg | 2%                                                     |
| Kalij: 107 mg | 2%                                                     |
| Natrij: 1 mg | 0%                                                     |
| Cink: 0.04 mg | 0%                                                     |
| Fluorid | 3.3 µg                                                 |

Pregovor »jabolko na dan odžene zdravnika stran«, ki opozarja na pozitivne učinke jabolk, izvira iz Walesa, v 19. stoletju pa ga je populariziral waleški sadni strokovnjak J.T. Stinson, ko ga je leta 1904 uporabil v svojem predavanju na svetovnem gospodarskem sejmu v St. Louisu, v ameriški zvezni državi Missouri.
Nekatere raziskave nakazujejo, da jabolko preprečuje raka na debelem črevesju, raka prostate ter pljučnega raka. Jabolčna lupina vsebuje ursolično kislino, ki je pri poskusih na podganah vplivala na porast mišične mase in rjavega maščevja ter na zmanjšanje belega maščevja, zmanjšanje telesne mase, glukozne intolerance ter zamaščenosti jeter.
Jabolčna lupina vsebuje tudi različne fitokemikalije z doslej neraziskano prehransko vrednostjo.

## Izdelki iz jabolk
- Jabolčni tonik
- Jabolčnik
- Jabolčni kis
- Jabolčni zavitek